# Nathalie Schmeikal
Louise Nathalie Schmeikal, född 23 april 1985 i Stenkyrka församling i Göteborgs och Bohus län, är en svensk sångare och Idol-deltagare.
Schmeikal var med i TV4:s Idol 2004 och åkte ut bland de första finalisterna. Hon fortsatte dock att arbeta med musiken och fick år 2005 skivkontrakt hos Palladium Music. Hon har tre utgivna singlar som dock inte gjort någon stor succé och har även släppt ett album Here With Me.
Hon har själv skrivit sex av de fjorton låtarna på sitt debutalbum, de andra åtta har hon fått hjälp med av Jörgen Elofsson, Douglas Carr, Roberto Martorell och ShawnDark.
Hösten år 2010 åkte Nathalie Schmeikal till Los Angeles i USA för att börja på en musikskola där hon skall vara i två år om det går hela vägen.[källa behövs]

## Uppträdanden i Idol 2004
- Kvalfinal: A Song For Mama, Boyz II Men.
- Veckofinal 1 (Min idol): Total Eclipse Of The Heart, Bonnie Tyler.
- Veckofinal 2 (Listettor): Black Or White, Michael Jackson.
- Veckofinal 3 (Soul): Easy, The Commodores.
- Veckofinal 4 (Svenska hits): Varje Gång Jag Ser Dig, Lisa Nilsson.

## Diskografi

### Singlar
- Jun 2005 - Did You Love Me
- Feb 2006 - We Think It's Love (#24)
- Sep 2006 - Here With Me

### Album
- Nov 2004 - Det Bästa Från Idol 2004
- Mar 2006 - Here With Me